# Gyulaffy László (várkapitány)
Gyulaffy László, rátóti (Csobánc, 1520 körül – Udvarhely, 1579. május 13.) várkapitány.
A török elleni harcok egyik legismertebb hőse, a dunántúli Gyulaffy birtokos nemesi család sarja. 1549-től Szigetváron, 1551-től Pápán, 1556-1557-ben hetvenöt könnyűlovas és ötven gyalogos parancsnoka Devecserben. 1557-től Győrben száz lovas hadnagya. 1560-1568 között Tihany várának kapitánya. Az 1550-es években Csobánc várának irányítását is ellátta mint a vár birtokosa. 1563-ban I. Miksa aranysarkantyús vitézzé ütötte. 1566-ban Thury Györggyel együtt visszavette Veszprémet, Tatát, Gesztest és Vitán várát. Még abban az évben veszprémi főkapitány. Portyázásai és bajvívásai az egész országban ismertté tették, ugyanakkor hatalmaskodásai ellen a vármegyék és a veszprémi káptalan sorozatosan tiltakoztak. 
1568-ban Bécsbe idézték, mire Erdélybe költözött, és János Zsigmond hűségére állt. 1575-ben, a kerelőszentpáli csatában Báthory István hadainak generálisa. Báthori Szilágycseh várával és 63 faluval jutalmazta szolgálatait.
Gyulafirátóton általános iskola vette fel nevét, az intézmény udvarán áll mellszobra, Merencsics Tibor alkotása. 2008 októberétől a szilágycsehi magyar iskola is felvette Gyulaffy László nevét. Az iskola himnuszának szövegét Varga D. István, zenéjét Gáspár Attila szerezte.